# Amador (film, 2010)
Pour les articles homonymes, voir Amador.
Pour plus de détails, voir Fiche technique et Distribution.
Amador est un film espagnol réalisé par Fernando León de Aranoa et sorti en 2010.

## Synopsis
Marcela est une femme immigrée avec des difficultés économiques. Elle accepte un emploi pour s'occuper d'un vieil homme, mais il meurt et elle cache cette information pour garder son travail.

## Fiche technique
- Titre français : Amador
- Titre original : Amador
- Réalisation : Fernando León de Aranoa
- Scénario : Fernando León de Aranoa
- Producteur : Mediapro
- Musique : Lucio Godoy
- Montage : Pere Abadal
- Pays de production :  Espagne
- Langue : Espagnol
- Format : Couleur
- Durée : 112 minutes (1 h 52)
- Dates de sortie : 
  - Espagne : 8 octobre 2010
  - France : 15 février 2012

## Distribution

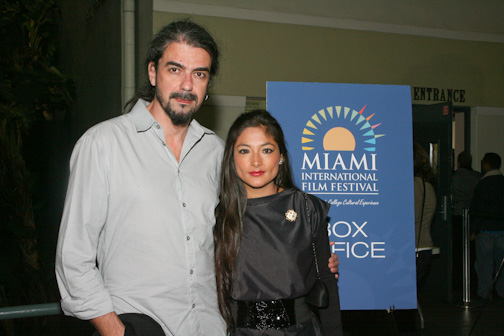
Le réalisateur Fernando León de Aranoa et l'actrice Magaly Solier au Festival international du film de Miami 2011lors de la projextion dAmador.

- Magaly Solier : Marcela
- Celso Bugallo : Amador
- Pietro Sibille : Nelson
- Sonia Almarcha : Yolanda
- Juan Alberto de Burgos
- Antonio Durán Morris
- Fanny de Castro : Puri
- Manolo Solo : Cura
- Priscilla Delgado
- Eleazar Ortiz
- Raquel Pérez
- Christian Sampedro